# Imago Mundi
Imago Mundi è un'opera enciclopedica in latino medievale composta da Onorio Augustodunense nella sua prima versione tra il 1098 e 1101. Divisa in tre libri, ebbe grandissima diffusione in tutto il Medioevo, come attestano i più di trecento codici che la riportano.

## Datazione
Quest’opera è l’unica per la quale si dispone di una data precisa: si tratta di una datazione anteriore a quella che era stata individuata in precedenza. 
Inizialmente Wilmanns, seguendo Foringer, distinse 5 recensiones: la prima terminata secondo lui nel 1123. Questa datazione è stata accettata anche da Endres, Manutius e Rooth. Ma, secondo la teoria per cui Onorio avrebbe scritto un libro all’anno – per la quale in realtà non ci sono prove se non la qualità delle opere, alcune tra l’altro sembrerebbero scritte in un lasso di tempo molto minore – Wilmanns ha ipotizzato che gli anni 1122-23 sarebbero appropriati per la produzione dell’Imago Mundi. 
L’utilizzo da parte di Onorio di materiale che avrebbe potuto reperire solo in Inghilterra e la ricomparsa di due manoscritti, uno del XII secolo e uno del XIII, hanno spinto Flint a retrodatare la composizione dell’opera tra il 1098 e il 1100, nonché gli anni a cui altre opere del periodo inglese risalgono. 

## Contenuto
L'Imago mundi, che ebbe grande diffusione in tutto il Medioevo, come attestano i più di trecento codici che la riportano, si compone di tre libri. Nel primo, secondo lo schema dei quattro principi che costituiscono la natura - terra, acqua, aria e fuoco - Onorio descrive la Terra, poi i mari e i fiumi, quindi i fenomeni meteorologici e infine quelli astronomici. Nel secondo tratta del tempo e della sua divisione, mentre nel terzo traccia un quadro della storia umana, dalla creazione fino ai tempi a lui presenti.

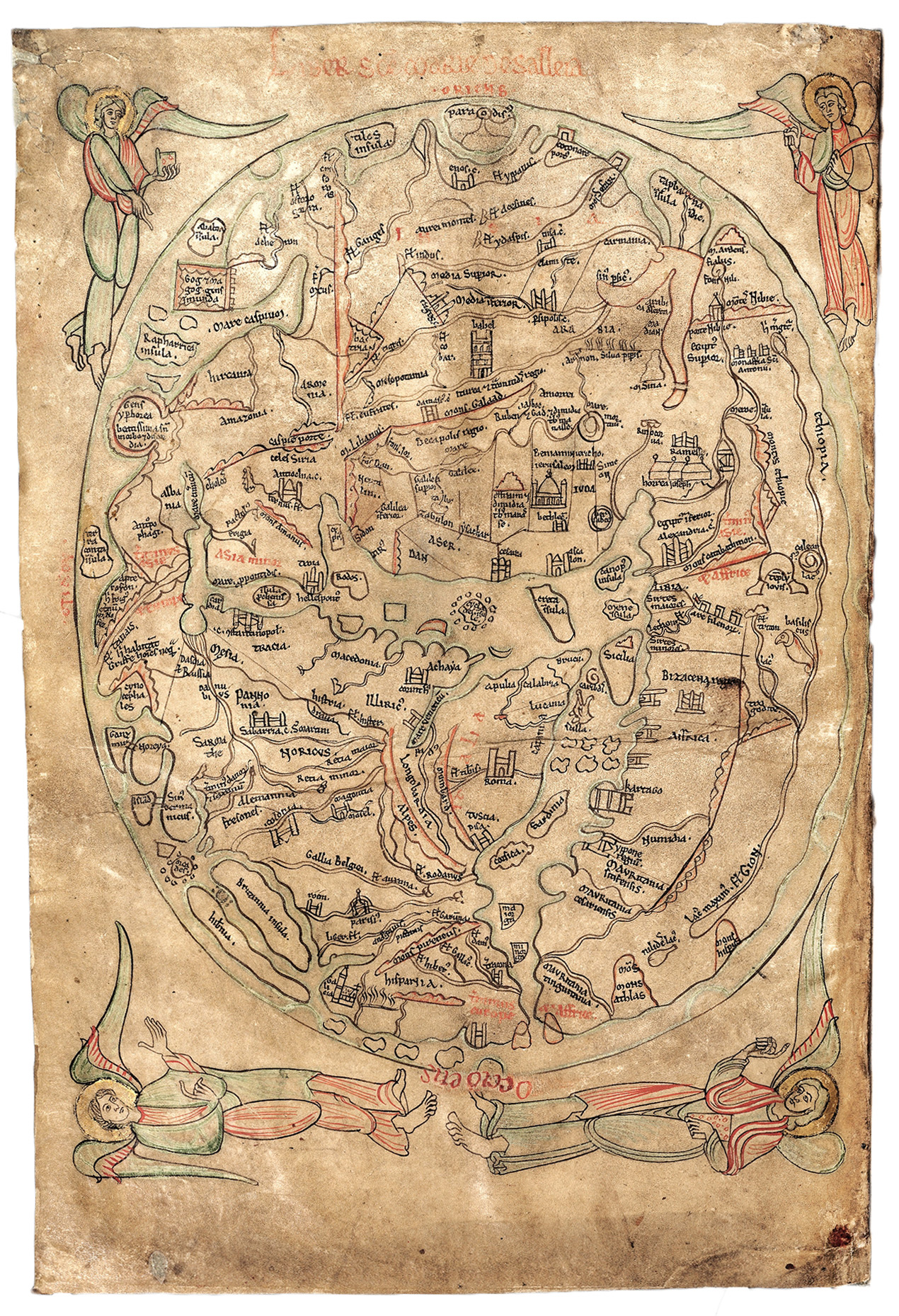
The Sawley Map dal ms. Corpus Christi College, Cambridge,66 dell'Imago mundi di Onorio Augustodunense.

La Terra è concepita come una sfera di 180.000 stadi di circonferenza, pari a 33.750 km, sospesa nell'aria in accordo con Salmi 113,5, e che dista dal firmamento 164.000 km. Al suo centro si collocano l'Erebo, l'Acheronte, lo Stige e il Flegetonte. Essa è divisa in due poli e cinque circoli: settentrionale, solstiziale, equinoziale, brumale e australe. Soltanto il primo circolo -comprendente Asia, Europa e Africa- è abitato dall'uomo. Muovendo dal basso verso l'alto, la Terra è composta da terra, acqua, aria e fuoco, luogo del sole e delle stelle.
Le sue fonti sono Plinio il Vecchio, Solino, Calcidio, Macrobio, Orosio, Isidoro di Siviglia, Beda il Venerabile, Elferico e Rabano Mauro: «Nell'Imago non c'è l'ardimentosa sottigliezza di Guglielmo di Conches, né la raffinatezza di Thierry di Chartres. Eppure Onorio vi rivela un fondo naturalistico insospettato da chi lo intende come un torbido simbolista: ad Anselmo, ad Eriugena e ai Padri orientali menzionati con tanta venerazione nel proemio della Clavis physicae si affianca ora la tradizione scientifica latina di Calcidio e Macrobio».
Vi è dunque in Onorio una caratteristica oscillazione tra un'interpretazione simbolica della natura, i cui fenomeni sono allegorie che rimandano a una spiegazione sovrannaturale, secondo l'indirizzo aperto in Germania da Rupert von Deutz, e un sincero interesse per la spiegazione razionale e la ricerca naturalistica, per la scienza che, scrive nel De animae exilio et patria, sottrae «l'uomo dall'esilio dell'ignoranza» per riportarlo «alla sua vera patria, che è la sapienza», pur se resta inteso che vera sapienza, per lui, è la conoscenza di Dio.
Se Onorio non disprezza la scienza e la dialettica degli scolastici, non è nemmeno un Adelardo di Bath o un Daniele di Morley, «pionieri della nuova scienza, educati secondo il modello dei medici-filosofi arabi»: è un enciclopedista tradizionale, che unisce alla scienza possibile dei suoi tempi l'esegesi scritturale e l'interpretazione simbolica della natura.

## Tradizione manoscritta
Il testo dell’Imago Mundi è tradito in trecento manoscritti. L’area germanica è quella più prolifica nella copiatura dell’enciclopedia di Onorio; un buon numero di testimoni provengono invece dall’Inghilterra, luogo di composizione della prima versione dell’opera da parte di Onorio. Gli altri si dividono tra Francia e Italia. 
Due manoscritti sono conservati oggi negli Stati Uniti: 
- New York, Columbia University, Rare Book and Manuscript Library, X.510.H.74, ff. 178r-193r
- New York, Columbia University, Rare Book and Manuscript Library, George A. Plimpton 180 I, ff. 1-11v

Di questi, il primo è stato copiato a Basilea in Svizzera mentre il secondo in Italia.

## Edizioni
- PL 172, coll. 115-88;
- Honorius Augustodunensis Imago Mundi, ed. Valerie Flint, “Archives d'histoire doctrinale et littéraire du moyen âge” Paris 49 (1983) 7-153;
- Honorius Augustodunensis, Imago mundi, a cura di Marco Albertazzi, trad. Marco Albertazzi e Simone Tomasi, postfazione di Alessandro Grossato, la Finestra editrice, 2022 (traduzione in italiano).